# Cowboys from hell
Cowboys from Hell is het vijfde studio-album van de groovemetalband Pantera. Het album werd opgenomen in The Dallas Sound Lab in Irving, en uitgebracht op 24 juli 1990. Het is het eerste Pantera-album dat een commercieel succes kende.

## Track listing
Alle muziek en teksten zijn geschreven door Pantera. 
| Nr. | Titel                  | Duur |
| --- | ---------------------- | ---- |
| 1.  | Cowboys from Hell      | 4:06 |
| 2.  | Primal Concrete Sledge | 2:13 |
| 3.  | Psycho Holiday         | 5:19 |
| 4.  | Heresy                 | 4:46 |
| 5.  | Cemetery Gates         | 7:02 |
| 6.  | Domination             | 5:04 |
| 7.  | Shattered              | 3:22 |
| 8.  | Clash with Reality     | 5:16 |
| 9.  | Medicine Man           | 5:15 |
| 10. | Message in Blood       | 5:10 |
| 11. | The Sleep              | 5:45 |
| 12. | The Art of Shredding   | 4:19 |